# Agonum lugens
Agonum lugens — вид турунів з багатого роду Agonum підродини Harpalinae. Належить до підроду Olisares. Поширений у Європі, зокрема в Україні.

## Опис
Жук довжиною від 8,5 до 10 мм. Верхня частина тіла чорна, у самця слабко блискуча, у самиці матова. Третя борозенка надкрил звичайно з трьома порами, їх основний край сильно зігнутий.

## Екологія
Мешкають на вологому мулистому ґрунті.

## Ареал
Поширений у Європі від Скандинавії до Піренейського півострова. Відсутній на Британських островах, окрім невеликого ареалу в Ірландії в графстві Клер. Також відсутній у Бельгії та Нідерландах. Звичайний вид у Франції, Австрії. Також широко виявляється в багатьох регіонах Росії, зокрема в Мордовії, Удмуртії, Дагестані, Астраханській області.